# Aletsch-Halbmarathon
Der Aletsch-Halbmarathon ist der höchstgelegene Halbmarathon Europas. Er findet seit 1986 auf der Bettmeralp statt, zunächst unter dem Namen Gletscherlauf über 17,5 km, ab 2000 über die heutige Distanz.
Die Strecke beginnt an der Bergstation der Bettmeralpbahn auf 1950 m ü. M. Zunächst geht es durch die Ortschaft Bettmeralp, dann in einem Bogen am Bettmersee entlang zur Riederalp und zur Riederfurka und von dort, oberhalb des Aletschwalds und des Aletschgletschers, die zum UNESCO-Weltnaturerbe Jungfrau-Aletsch-Bietschhorn gehören, über die Moosfluh auf das Bettmerhorn (2643 m ü. M.). Insgesamt sind 800 Höhenmeter bergauf und 100 bergab zu bewältigen.

## Statistik

### Streckenrekorde
- Männer: 1:33:15, Billy Burns (GBR), 2001
- Frauen: 1:50:00, Nathalie Etzensperger (SUI), 2005

### Schnellste Läufer 2007
- Männer: Max Frei (GER), 1:39:37,9
- Frauen: Corinne Zeller, 1:56:53,1

### Finisher 2007
- 1180 (859 Männer und 321 Frauen), 35 weniger als im Vorjahr

### Siegerliste Halbmarathon
| Datum         | Männer           | Zeit      | Frauen                    | Zeit      |
| ------------- | ---------------- | --------- | ------------------------- | --------- |
| 24. Juni 2007 | Max Frei (GER)   | 1:39:37,9 | Corinne Zeller            | 1:56:53,1 |
| 25. Juni 2006 | Massimo Maffi    | 1:41:28,4 | Nathalie Etzensperger -2- | 1:52:47,6 |
| 26. Juni 2005 | Martin Cox (GBR) | 1:34:43,6 | Nathalie Etzensperger     | 1:49:59,7 |
| 27. Juni 2004 | Ivan Mariano     | 1:41:08,7 | Rita Born                 | 1:59:41,1 |
| 2003          | Billy Burns -5-  | 1:34:32   | Brigitte Wolf             | 1:56:51   |
| 2002          | Billy Burns -4-  | 1:37:53   | Ruth Gavin-Steiner        | 1:58:52   |
| 2001          | Billy Burns -3-  | 1:33:15   | Birgit Lennartz -4-       | 1:57:02   |

### Siegerliste Gletscherlauf
| Jahr | Männer                    | Frauen                 |
| ---- | ------------------------- | ---------------------- |
| 2000 | Billy Burns -2-           | Birgit Lennartz -3-    |
| 1999 | Martin von Känel -4-      | Fabiola Rueda-Oppliger |
| 1998 | Martin von Känel -3-      | Brigitte Albrecht      |
| 1997 | Billy Burns (GBR)         | Birgit Lennartz -2-    |
| 1996 | Martin von Känel -2-      | Isabella Moretti       |
| 1995 | Woody Schoch              | Christina Moretti      |
| 1994 | Severino Bernardini (ITA) | Doris Oester -5-       |
| 1993 | Martin von Känel          | Doris Oester -4-       |
| 1992 | Rupert Hörmann (GER)      | Birgit Lennartz (GER)  |
| 1991 | Christian Aebersold       | Barbara Guericke       |
| 1990 | Charly Doll (GER)         | Doris Oester -3-       |
| 1989 | Georg Lischer             | Doris Oester -2-       |
| 1988 | Martin May                | Gaby Schütz            |
| 1987 | Beat Imhof -2-            | Doris Oester           |
| 1986 | Beat Imhof                | Edith Sappel           |

### Entwicklung der Finisherzahlen
| Jahr | Gesamt | Männer | Frauen |
| ---- | ------ | ------ | ------ |
| 2007 | 1180   | 859    | 321    |
| 2006 | 1215   | 858    | 357    |
| 2005 | 995    | 738    | 257    |
| 2004 | 912    | 689    | 223    |